# Ceoptera
Ceoptera (що означає «туманне крило») — вимерлий рід дарвіноптерових птерозаврів із середньоюрської формації Кілмалуаг у Шотландії. Рід містить один вид, C. evansae, відомий за частковим скелетом. Ceoptera представляє другого птерозавра, названого в Шотландії, після Dearc у 2022 році.

## Відкриття та найменування
Зразок голотипа Ceoptera, NHMUK PV R37110, був виявлений у 2006 році в відкладеннях формації Kilmaluag біля Elgol на острові Скай у Шотландії, Сполучене Королівство. Неповний пов'язаний зразок, який зберігся на трьох блоках, складається зі спинних і хвостових хребців (на додаток до двох невизначених фрагментарних хребців), частково грудної кістки та таза, правого лопатково-коракоїдного відділу та кількох кісток лівої передньої та задньої кінцівок.
Викопний матеріал вперше було згадано в тезисах конференції 2019 року, а пізніше в огляді фауни викопних хребців формації Кілмалуаг 2020 року. У 2024 році Мартін-Сільверстоун та ін. описав Ceoptera evansae як новий рід і вид дарвіноптерових птерозаврів на основі цих викопних останків.

## Опис
Голотип Ceoptera має передбачувану довжину передніх кінцівок 0,76 метра та розмах крил приблизно 1,6 метра. Багато структур скелета повністю зрощені, а деякі поверхні кісток мають щільну гладку структуру. Обидві ці особливості характерні для остеологічної зрілості, тому особина, ймовірно, припинила ріст після смерті.

## Класифікація
Мартін-Сільверстоун та ін. (2024) відновили Ceoptera як дарвіноптерового члена Monofenestrata, у невирішеній політомії з подібними таксонами. Darwinoptera, своєю чергою, є сестринським таксоном Pterodactyloidea.
|  | Changchengopterus |
|  |                   |
|  | Kunpengopterus    |
|  |                   |
|  | Wukongopterus     |
|  |                   |
|  | Darwinopterus     |
|  |                   |
|  | Kryptodrakon      |
|  |                   |
|  | Cuspicephalus     |
|  |                   |
|  | Allkaruen         |
|  |                   |
|  | Ceoptera          |
|  |                   |

|  | Pterodactylus                             |
|  |                                           |
|  | \| \| Derived pterodactyloids \| \| \| \| |
|  |                                           |
|  | Derived pterodactyloids                   |
|  |                                           |

|  | Derived pterodactyloids |
|  |                         |

|  | Pterodactylus                             |
|  |                                           |
|  | \| \| Derived pterodactyloids \| \| \| \| |
|  |                                           |
|  | Derived pterodactyloids                   |
|  |                                           |

|  | Derived pterodactyloids |
|  |                         |

|  | Changchengopterus |
|  |                   |
|  | Kunpengopterus    |
|  |                   |
|  | Wukongopterus     |
|  |                   |
|  | Darwinopterus     |
|  |                   |
|  | Kryptodrakon      |
|  |                   |
|  | Cuspicephalus     |
|  |                   |
|  | Allkaruen         |
|  |                   |
|  | Ceoptera          |
|  |                   |

|  | Pterodactylus                             |
|  |                                           |
|  | \| \| Derived pterodactyloids \| \| \| \| |
|  |                                           |
|  | Derived pterodactyloids                   |
|  |                                           |

|  | Derived pterodactyloids |
|  |                         |

|  | Pterodactylus                             |
|  |                                           |
|  | \| \| Derived pterodactyloids \| \| \| \| |
|  |                                           |
|  | Derived pterodactyloids                   |
|  |                                           |

|  | Derived pterodactyloids |
|  |                         |